# Uranchimegiin Mönkh-Erdene
Uranchimegiin Mönkh-Erdene (Mongol: Уранчимэгийн Мөнх-Эрдэнэ, nacido el 20 de marzo de 1982) es un boxeador profesional de Mongolia, que compitió en el peso ligero (-60 kg) y wélter junior, división 64 kg en tres Juegos Olímpicos, 2004, 2008, 2012.

## Carrera
En 2004 compitió en los Juegos Olímpicos de Atenas 2004 y venció al mauriciano Michael Medur por 29-23 en la primera ronda, pero perdió su combate en dieciseisavos de final contra el surcoreano Baik Jong-Sub por 22-33. 
En 2006 ganó la plata en los Juegos Asiáticos de 2006 tras perder en la final ante el chino Hu Qing por 22-38.